# Даль, Карл Иванович
Карл Иванович Даль (1802—1828) — военный моряк, лейтенант, астроном-любитель; брат В. И. Даля.

## Биография
Родился в 1802 году в посёлке Луганский завод (ныне Луганск) Екатеринославского наместничества в семье лекаря горного ведомства Ивана Матвеевича Даля и его жены Марии Христофоровны (урождённой Фрейтаг). В 1805 году семья Даль переехала в Николаев, где Карл прожил до 1815 года.
В 1814 году вместе с братом был отправлен в Санкт-Петербург, учиться в Морском кадетском корпусе. В 1817 году был произведён в гардемарины. По окончании корпуса в 1820 году был произведён в мичманы с переводом на Черноморский флот в город Николаев.
В 1820—1821 годах на разных судах крейсировал в Чёрном море. В 1822—1824 годах занимался описанием («находился у описи») берегов Чёрного моря. В 1825 году, командуя пятью иолами, перешел из Николаева в устье Дуная к крепости Килия, а затем берегом вернулся обратно.
В 1826 году был произведен в лейтенанты. В следующем году он служил на брандвахтенном судне (фрегате «Флора») на Одесском рейде.
Был знаком с Пушкиным. В свободное от службы время (обычно, поздняя осень и зима) Даль, будучи любителем астрономии, совместно с адмиралом А. С. Грейгом и К. Х. Кнорре занимался астрономическими наблюдениями в домашней обсерватории адмирала: результаты этих наблюдений публиковались в международных астрономических журналах, в частности, в «Астрономише Нахрихтен». Некоторое время Даль жил вместе с Кнорре в сохранившемся и сегодня флигеле обсерватории. В этот период его, как и Кнорре, часто назначали членом экзаменационной комиссии в штурманском училище, где он преподавал. В материалах Кнорре упоминает имя Карла Ивановича Даля (наряду с именами офицеров Манганари и Апостоли) как автора и составителя карт побережья Чёрного моря (1833).
Умер в Николаеве 5 апреля 1828 года[по какому календарю?] в возрасте 26 лет. В дневнике матери Даля отмечено, что Карла отравили в Николаеве. Через несколько лет (в 1833 году) Александр Казарский, изображенный выше Карла на портрете Пушкина (над топором), также внезапно скончается в Николаеве от отравления мышьяком при проведении ревизии и проверки тыловых контор и складов в черноморских портах.
Детей не имел.